# INHBC
INHBC‏ (Inhibin subunit beta C) هوَ بروتين يُشَفر بواسطة جين INHBC في الإنسان.